# Малофеев, Михаил Юрьевич
Михаил Юрьевич Малофеев (25 мая 1956 — 17 января 2000) — заместитель начальника управления боевой подготовки Ленинградского военного округа, начальник отдела боевой подготовки 58-й армии Северо-Кавказского военного округа, заместитель командующего группировкой федеральных войск «Север» в Чеченской Республике, генерал-майор. Герой Российской Федерации (посмертно).

## Биография
Михаил Малофеев родился 25 мая 1956 года в городе Находка Приморского края. По национальности — русский. В 1973 году, по окончании средней школы, поступил и в 1977 году окончил Ленинградское высшее общевойсковое командное училище имени С. М. Кирова. Служил командиром взвода, роты, начальником штаба батальона. Проходил службу в Группе советских войск в Германии, после чего был переведён в Закавказский военный округ, а через два с половиной года вместе с полком на два года убыл в Туркестанский военный округ.
В 1989 году Малофеев окончил Военную академию имени М. В. Фрунзе и был назначен на должность командира батальона в Заполярье; последовательно занимая в дальнейшем должности заместителя командира полка, начальника штаба, командира полка и заместителя командира дивизии.
В 1995 году — командир 134-го гвардейского мотострелкового полка (в/ч 67616) 45-й гвардейской мотострелковой дивизии.
С 1995 по 1996 годы принимал участие в Первой чеченской войне на стороне федеральных войск.
С декабря 1997 года полковник Малофеев служил на должности командира 138-й отдельной гвардейской мотострелковой Красносельской Краснознамённой бригады Ленинградского военного округа (посёлок Каменка Ленинградской области), и в последующем стал заместителем начальника управления боевой подготовки Ленинградского военного округа.
С 1999 года генерал-майор Малофеев участвовал во Второй чеченской войне на Северном Кавказе, занимая пост начальника отдела боевой подготовки 58-й армии Северо-Кавказского военного округа — заместителя командующего группировкой федеральных войск «Север» в Чеченской Республике.
14 января 2000 года генерал-майору Малофееву М. Ю. были поручены разработка и проведение специальной операции по овладению силами батальона Внутренних войск МВД РФ зданиями Грозненского консервного завода. Операция имела стратегическое значение для дальнейшего продвижения федеральных сил к центру столицы Чечни.
Для реализации этого замысла утром 17 января 2000 года две штурмовые группы выдвинулись к западной окраине завода. Понимая складывающуюся обстановку, боевики отчаянно оборонялись, открыв плотный огонь из стрелкового оружия.
Попав под шквальный огонь, штурмовые группы залегли и стойко отражали атаки боевиков. При этом трое военнослужащих были ранены и один погиб. Нависла угроза уничтожения штурмующих групп и срыва боевой задачи федеральной группировки.

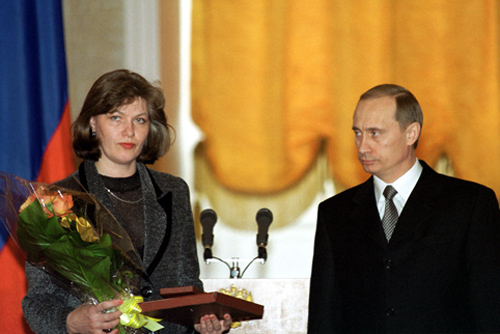
Светлана Малофеева принимает награду за мужа (23 февраля 2000)

В это время на северо-западную окраину Грозного прибыл генерал-майор Малофеев с оперативной группой, состоявшей из начальника артиллерии 276-го мотострелкового полка 34-й мсд, двух связистов и капитана-стажёра из Общевойсковой академии. Посчитав, что после проведенной мощнейшей огневой подготовки, в ближайшем к боевикам здании в живых никого не осталось, генерал занял его. Но отсидевшиеся в подвалах боевики, как только утих огонь, вышли наружу и столкнулись с группой генерала Малофеева. Генерал вступил в бой и отстреливался, прикрывая отход подчинённых, несмотря на полученное ранение головы. Боевики открыли огонь из гранатомётов и миномётов, и генерал Малофеев со своей группой погиб под обломками стены. В течение полутора суток федеральные войска никак не могли подойти к месту гибели генерала, но, когда зданием удалось, наконец, овладеть, — при разборе завалов вместе с генерал-майором Малофеевым было обнаружено тело сержанта Шараборина — радиста, сопровождавшего своего командира в его последнем бою.

Могила Малофеева на Никольском кладбище Александро-Невской лавры в Санкт-Петербурге.

Павел Евдокимов в своей статье в газете «Спецназ России» за июнь 2006 года анализирует действия Хизира Хачукаева, руководившего тогда обороной юго-восточной части Грозного: «Тактика заключалась во фланговых ударах по наступающим силам. Обычно противник создавал видимость отступления, и когда солдаты, начав преследовать „отступающего“ противника, попадали на открытое пространство, — боевики из окружающих зданий открывали прицельный пулемётный огонь. Судя по всему, во время подобного манёвра 18 января на улице Коперника погиб заместитель командующего 58-й армией генерал-майор Михаил Малофеев, брошенный испугавшимися солдатами штурмовой группы».
28 января 2000 года генерал-майор Малофеев был похоронен с воинскими почестями на Никольском кладбище Александро-Невской лавры Санкт-Петербурга.
Указом Президента РФ от 9 февраля 2000 года № 329 за мужество и героизм, проявленные при ликвидации незаконных вооруженных формирований в Северо-Кавказском регионе, генерал-майору Малофееву Михаилу Юрьевичу посмертно присвоено звание Героя Российской Федерации.
23 февраля 2000 года в Большом Кремлёвском дворце в Москве «Золотая Звезда» Героя России была передана вдове Героя — Светлане Малофеевой.

## Память
- Бюст Героя установлен в 138-й гвардейской мотострелковой бригаде Западного военного округа в сентябре 2020 года[2].
- Имя героя носит школа № 429 города Ломоносов, которую он окончил.
- 23 сентября 2001 года на могиле героя был открыт памятник.
- В 2014 году в России была выпущена почтовая марка, посвященная Малофееву.
- 16 января 2017 года по ходатайству и при непосредственном участии поискового отряда «ЛЕНПЕХ — ПЕТЕРГОФ» именем Героя России М. Ю. Малофеева назван электропоезд ЭТ2М-051, курсирующий с Балтийского вокзала Санкт-Петербурга до Ораниенбаума и Гатчины[3].